# 지도읍 (고양군)
지도읍(知道邑)과 지도면(知道面)은 고양시 덕양구 서남부에 있던 행정 구역이다.  1985년 지도면이 지도읍으로 승격되었다. 1992년 고양군이 고양시로 승격되면서, 능곡동, 행주동, 행신동, 화정동의 4개 동으로 분동되었다.